# Monograma

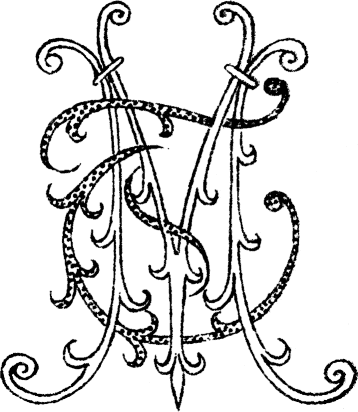
Exemplo de um monograma das letras M e T.

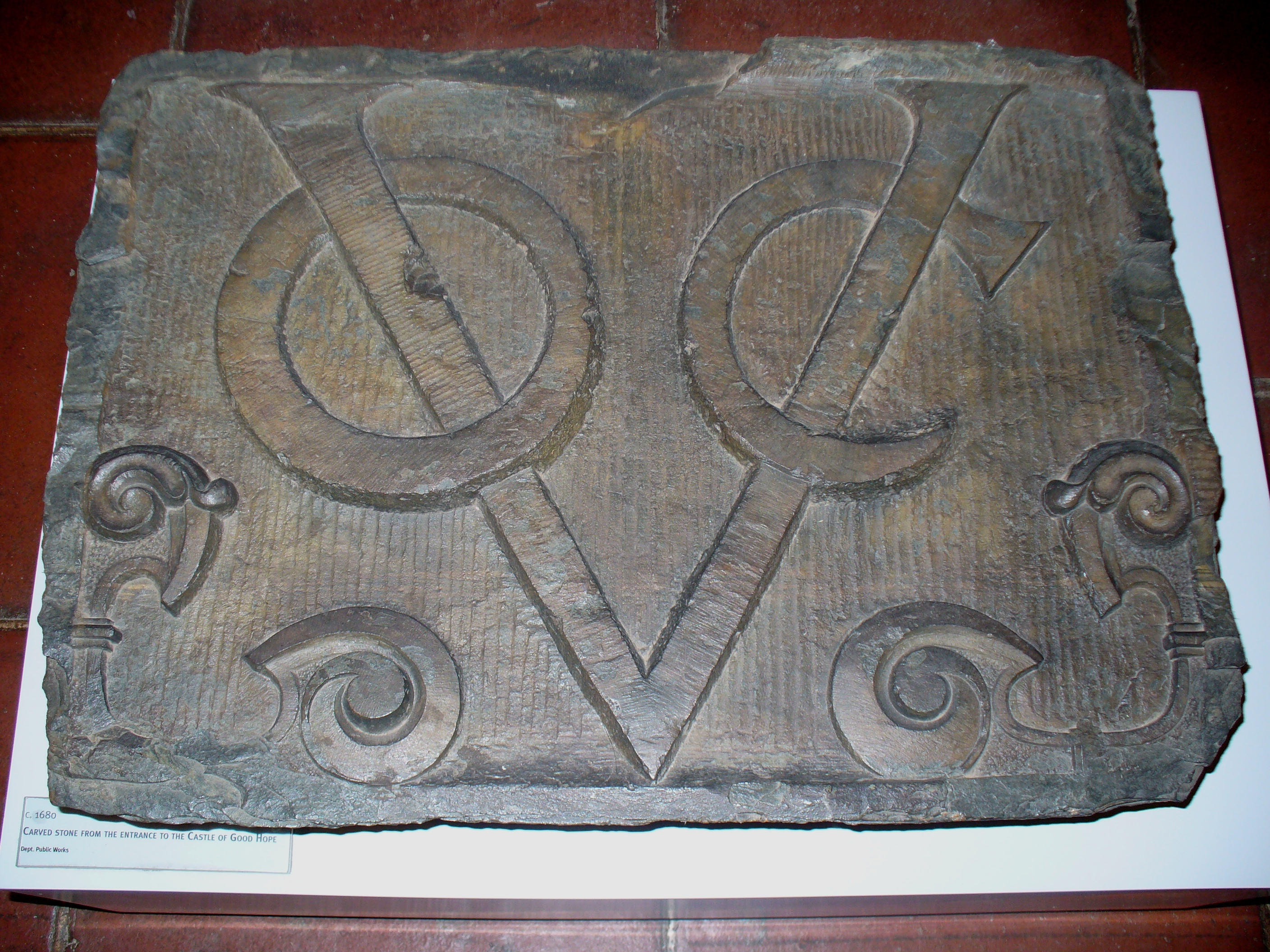
Monograma da Companhia Neerlandesa das Índias Orientais (Vereenigde Oost-Indische Compagnie), Anteriormente situado acima da entrada do Castelo da Boa Esperança na África do Sul.

Monograma é a sobreposição, agrupamento ou combinação de duas ou mais letras ou outros elementos gráficos para formar um símbolo. Monogramas frequentemente são construídos combinando as letras iniciais do nome de uma pessoa ou empresa e podem ser usados como símbolos ou logos.

## História
Acredita-se que os primeiros monogramas foram usados em moedas, por volta de 350 a.C.. Os primeiros exemplos conhecidos são os gregos que escreviam o nome das cidades nas moedas, muitas vezes as duas primeiras letras do nome da cidade.
Monogramas eram usados como assinaturas de artistas e artesãos em pinturas, esculturas e peças de mobiliário, especialmente quando as guildas aplicavam medidas contra a participação não autorizado no comércio.